# 阿布·菲達
阿布·菲達（阿拉伯语：‎，羅馬化：Abū al-Fidāʾ，全名：阿拉伯语：‎，羅馬化：Ismāʿīl b. ʿAlī b. Maḥmūd b. Muḥammad b. ʿUmar b. Shāhanshāh b. Ayyūb b. Shādī b. Marwān，1273年11月—1331年10月27日），阿拉伯史學家、地理家及地方蘇丹。他從事科學研究，並在1285年起就以12歲年紀參與軍事行動，1310年代開始擔任地方性蘇丹直至1331年去世為止，頗有治積。

## 荣誉
- 月球上的阿布·菲达环形山以他的名字命名